# Вандин
Ванди́н (фр. Vendine, окс. Vendina) — коммуна во Франции, находится в регионе Юг — Пиренеи. Департамент — Верхняя Гаронна. Входит в состав кантона Караман. Округ коммуны — Тулуза.
Код INSEE коммуны — 31571.

## География

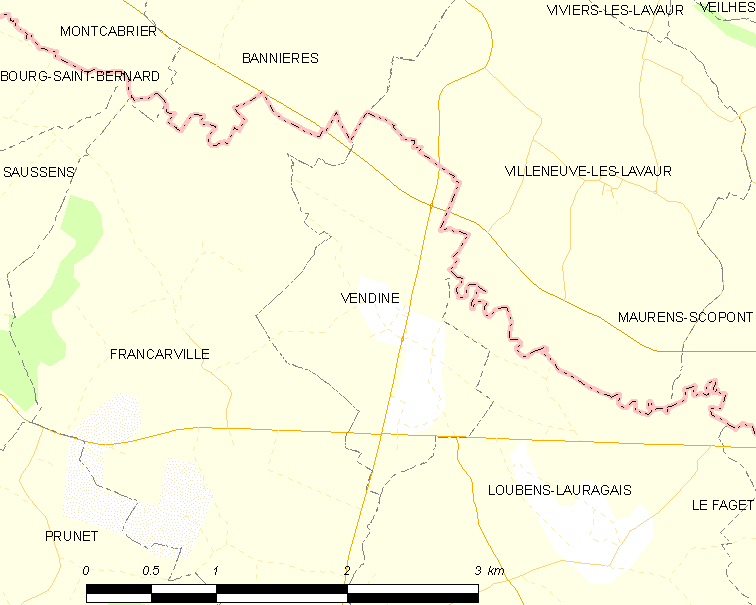
Карта коммуны

Коммуна расположена приблизительно в 590 км к югу от Парижа, в 27 км к востоку от Тулузы.
По территории коммуны протекает река Жиру.

## Климат
Климат умеренно-океанический. Зима мягкая и снежная, весна характеризуется сильными дождями и грозами, лето сухое и жаркое, осень солнечная. Преобладают сильные юго-восточные и северо-западные ветры.

## Население
Население коммуны на 2010 год составляло 248 человек.
| 1962 | 1968 | 1975 | 1982 | 1990 | 1999 | 2010 |
| ---- | ---- | ---- | ---- | ---- | ---- | ---- |
| 117  | 110  | 111  | 135  | 142  | 169  | 248  |

## Экономика
В 2010 году среди 153 человек трудоспособного возраста (15—64 лет) 120 были экономически активными, 33 — неактивными (показатель активности — 78,4 %, в 1999 году было 68,1 %). Из 120 активных жителей работали 108 человек (53 мужчины и 55 женщин), безработных было 12 (8 мужчин и 4 женщины). Среди 33 неактивных 17 человек были учениками или студентами, 8 — пенсионерами, 8 были неактивными по другим причинам.